# 린디타
린디타(Lindita, 1989년 3월 24일 ~ )는 알바니아, 코소보의 싱어송라이터이다. 유로비전 송 콘테스트 2017에서 알바니아 대표로 참가했다.